# انبه ماریان
گاندریا یا انبه ماریان (نام علمی: Bouea macrophylla) نام یک گونه از تیره پسته‌ایان است.